# Wylan Cyprien
Wylan Jean-Claude Cyprien (Les Abymes, 1995. január 28. –) francia korosztályos válogatott labdarúgó, a Sion játékosa kölcsönben a Parma csapatától.

## Pályafutása

### Klubcsapatban
2006 és 2008 között a Paris FC csapatában nevelkedett, majd innen került az RC Lens akadémiájára. 2013. augusztus 7-én a kupában mutatkozott be az Angers SCO ellen. októberben aláírta első profi szerződését a klubbal, amely 3 + 1 évre szólt. November 2-án az v ellen megszerezte első bajnoki gólját. 2016. július 27-én aláírt az OGC Nice csapatához. Augusztus 14-én a Stade Rennais ellen debütált és egy hónap múlva az Olympique de Marseille ellen első gólját is megszerezte a bajnokságban. 2020. október 5-én kölcsönbe került a szezonra az olasz Parma csapatához, vételi opcióval. 2021 nyarán éltek a vásárlási opciójukkal, majd június 24-én kölcsönbe adták a francia Nantes klubjának. 2022. augusztus 10-én kölcsönbe került a Sion csapatához.

### A válogatottban
2016. november 14-én az angol U21-es labdarúgó-válogatott ellen megszerezte első gólját a francia U21-es labdarúgó-válogatott színeiben.